# Форт-Лон (Південна Кароліна)
Форт-Лон (англ. Fort Lawn) — місто (англ. town) в США, в окрузі Честер штату Південна Кароліна. Населення — 962 особи (2020).

## Географія
Форт-Лон розташований за координатами 34°42′1″ пн. ш. 80°53′57″ зх. д. / 34.70028° пн. ш. 80.89917° зх. д. (34.700233, -80.899121).  За даними Бюро перепису населення США в 2010 році місто мало площу 3,61 км², уся площа — суходіл.

## Демографія
Згідно з переписом 2010 року, у місті мешкало 895 осіб у 342 домогосподарствах у складі 255 родин. Густота населення становила 248 осіб/км².  Було 373 помешкання (103/км²).
Расовий склад населення:
| - 58,2 % — білих - 38,4 % — чорних або афроамериканців - 0,7 % — корінних американців - 0,4 % — азіатів |

До двох чи більше рас належало 2,1 %. Частка іспаномовних становила 1,0 % від усіх жителів.
За віковим діапазоном населення розподілялося таким чином: 25,9 % — особи молодші 18 років, 63,2 % — особи у віці 18—64 років, 10,9 % — особи у віці 65 років та старші. Медіана віку мешканця становила 36,3 року. На 100 осіб жіночої статі у місті припадало 90,8 чоловіків;  на 100 жінок у віці від 18 років та старших — 91,1 чоловіків також старших 18 років.
Середній дохід на одне домашнє господарство  становив 44 793 долари США (медіана — 32 500), а середній дохід на одну сім'ю — 51 731 долар (медіана — 40 469). Медіана доходів становила 39 545 доларів для чоловіків та 27 692 долари для жінок. За межею бідності перебувало 19,3 % осіб, у тому числі 30,1 % дітей у віці до 18 років та 28,6 % осіб у віці 65 років та старших.
Цивільне працевлаштоване населення становило 440 осіб. Основні галузі зайнятості: виробництво — 25,7 %, освіта, охорона здоров'я та соціальна допомога — 15,2 %, мистецтво, розваги та відпочинок — 12,5 %, роздрібна торгівля — 10,0 %.